# Nevorozjka
Nevorozjka (ryska: Неворожка) är ett vattendrag i Belarus.   Det ligger i voblasten Vitsebsks voblast, i den nordöstra delen av landet, 260 km nordost om huvudstaden Minsk.
Trakten runt Nevorozjka består till största delen av jordbruksmark. Runt Nevorozjka är det ganska tätbefolkat, med 139 invånare per kvadratkilometer.